# 伊盧拉烏馬盧

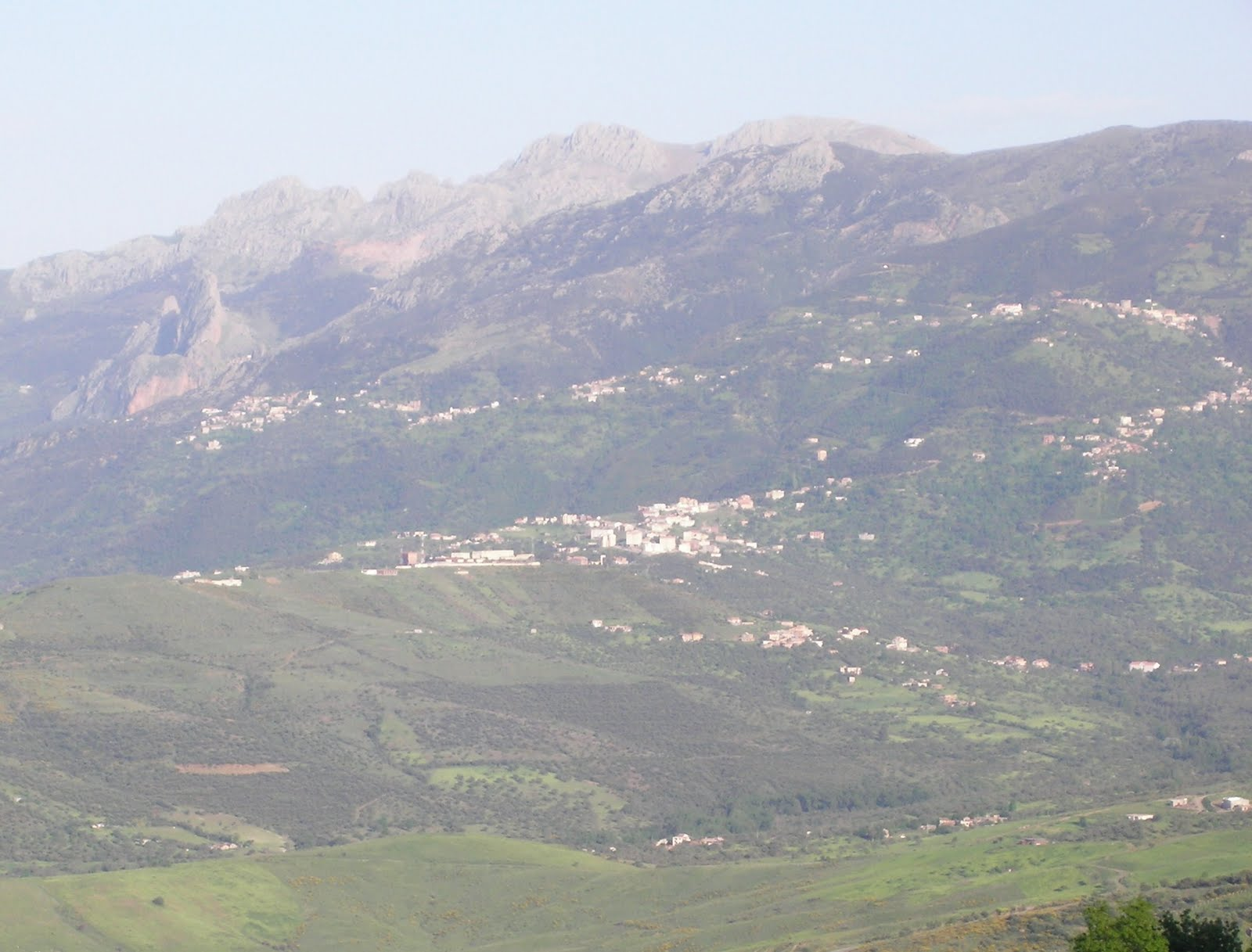
伊盧拉烏馬盧

36°35′N 4°25′E / 36.583°N 4.417°E
伊盧拉烏馬盧（阿拉伯语：‎），是阿爾及利亞的城鎮，位於該國北部提濟烏祖省，由布宰甘區負責管轄，面積50平方公里，2008年人口12,952，人口密度每平方公里257人。